# Weegee

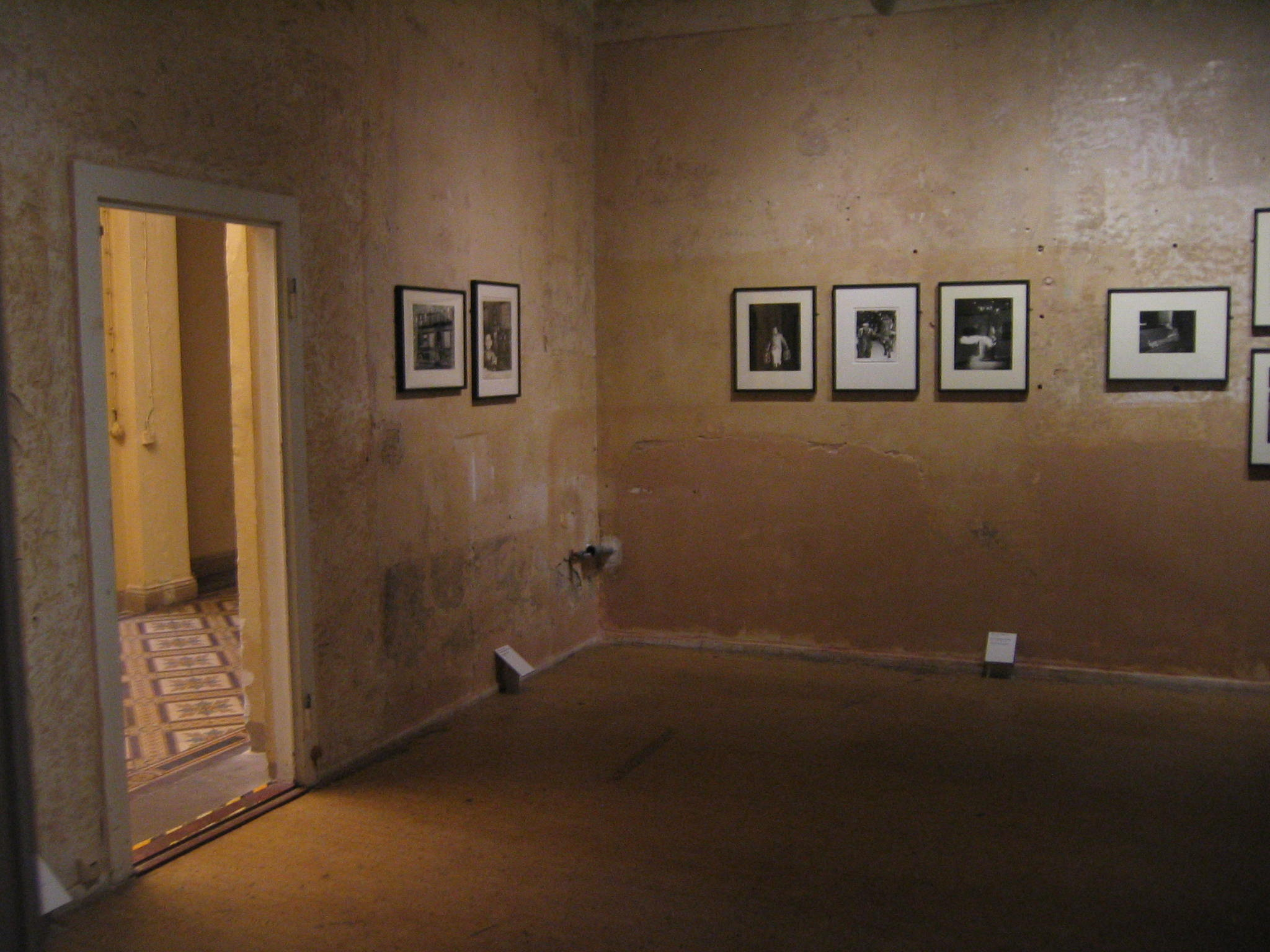
Výstava fotografií Arthura Felliga

Weegee, pseudonymem Arthur Fellig, vlastním jménem Usher Fellig (12. června 1899, Złoczów, Halič – 26. prosince 1968, New York/USA) byl americký reportážní fotograf.

## Život a dílo
Narodil se 12. června 1899 jako Arthur Fellig ve vesnici Złoczów, která tehdy patřila Rakousku (dnes Ukrajina). Roku 1906 uprchli s matkou a bratry před antisemitismem do Ameriky za otcem. Byl dítětem ulice, měl mnoho zaměstnání - pracoval jako masér, umývač nádobí, pouliční fotograf a také fotolaborant.
Postupně se začínal rodit fotograf-novinář Weegee. V noci vycházel do ulic a fotografoval vše co obyčejně zahaluje tma. Nestaral se o techniku fotografie a ani o její obrazové řešení - jediné, co ho zajímalo, bylo potkat a zaznamenat situaci, aby měl co nabídnout novinám.
Roku 1935 se stal fotografem na volné noze. Využíval známostí s policií a směl ve svém autě mít nainstalovanou krátkovlnnou vysílačku. Dokonce se dochovala kompletní temná komora zabudovaná do kufru automobilu, aby mohl co nejdříve fotografie vyvolat. Na místo zločinu dorazil zároveň s policií nebo před ní, udělal rychle pár záběrů a ráno je prodával. Publikoval do: Herald Tribune, World-Telegram, Daily News, The Washington Post, Journal-American, The Sun a dalších. Slovo WEEGEE je však také odvozené z anglického slova označující spiristickou tabulku; nikdo tehdy nechápal, jak může cítit na dálku situaci, která má teprve přijít.
Většina jeho pozoruhodných fotografií byla pořízena běžným novinářským fotoaparátem své doby, typem Graflex Speed Graphic 4x5 s předvolenou clonou f/16, časem 1/200 sekundy, bleskovou žárovkou a zaostřením na vzdálenost deseti metrů. Docílil tak velké hloubky ostrosti, což mu umožnilo fotografovat bez větší přípravy. To bylo ostatně potřeba, s bleskem tehdejší doby nestačilo jen čekat na nabití, bylo potřeba vyměnit žárovku, která byla na jedno použití.
Postupně nefotografoval jen zločiny, ale také noční pijany a rozvášněné milence, publikum pobavené pohledem na zraněnou osobu. Představoval Newyorčanům jejich město jak doopravdy vypadá. Hrozné, kruté, v kterém se odrážejí všechny záporné vlastnosti člověka.
Roku 1950 a 1960, Weegee experimentoval s panoramatickou fotografií, se zkreslováním obrazu a fotografováním pomocí hranolu. Udělal tak slavné fotografie například Nikity Chruščova nebo Marilyn Monroe, na kterých jsou jejich tváře groteskně zkreslené. V šedesátých letech cestoval po Evropě, kde se věnoval fotografii aktu.
Je řazen k takzvané „Newyorské škole fotografie“, která s oblibou od 30. do 70. let dvacátého století využívala různé druhy neostrosti. Nebyla to instituce v pravém slova smyslu, ale šestnáct autorů (narozených od 1898-1934) žijících a tvořících v New York City. Jednalo se o fotografy, jejichž jména jsou dnes již legendami: Diane Arbusová, Alexey Brodovitch, Ted Croner, Bruce Davidson, Don Donaghy, Louis Faurer, Richard Avedon, Sid Grossmann, William Klein, Saul Liter, Leon Levinstein, Helen Levitt, Lisette Model, David Vestal a Robert Frank.
Zemřel 26. prosince 1968 na mozkový nádor ve věku 69 let. Nikdy nezapřel svůj původ a při pohledu na bohaté byl nesvůj. Zůstalo po něm 5000 negativů a 1500 kopií, které představují momenty vytažené z toku všedního dne.
Jeho fotografie jsou také součástí sbírky Fotografis, která byla představena na začátku roku 2009 v Praze.

## Inspirovaní fotografové
Stejně jako Weegee fotografuje rakouský fotograf Stefan Liewehr, který ve stejném duchu nasnímal záběry vídeňských barů Florida v Ottakringu. Používá středoformátovou kameru a blesk upevněný na boku přístroje. A jak sám autor uvádí, snaží se zároveň hledat odpověď na otázku, proč se ve vídeňské čtvrti Ottakring nacházejí kavárny s názvy "Café Florida" či "Miami Vice", odkud pochází naše fascinace některými značkami jakou je například Harley Davidson, co nás láká na American Football nebo Baseball.